# Barbara Gilbo
Barbara Gilbo (Torre del Greco, 24 febbraio 1976) è una cantante e showgirl italiana.

## Biografia
Cresciuta a Torre Annunziata, debutta in televisione nella stagione televisiva 1994-1995 a Non è la RAI di Gianni Boncompagni, regista che segue anche nel 1995 nel programma Casa Castagna condotto da Alberto Castagna.
Successivamente partecipa a programmi quali Appuntamento al buio, Telecamere a richiesta (presentato da Alessandro Ippoliti), Beato tra le donne, Furore e Sarabanda.
Dal 1999 si dedica completamente alla musica, e nel 2001 avviene l'incontro con Giancarlo Bigazzi a cui fa sentire alcuni pezzi scritti da lei e con cui inizia una collaborazione. Nel 2005 partecipa alla manifestazione canora Donna in rock condotta da Red Ronnie.
Nel 2008 esce il suo primo EP, "Samples" contenente quattro inediti tra cui il singolo "Prendo atto" di cui è stato realizzato anche un video.
Nel 2009 partecipa al Festival di Sanremo nella sezione Proposte con il brano autobiografico Che ne sai di me scritto da Giancarlo Bigazzi e musicato da Sirio Martelli, mentre nella serata dei duetti si esibisce con Massimo Ranieri.
Successivamente esce il suo primo album Che ne sai di me, pubblicato dalla NAR International contenente dieci brani inediti e una cover.
Sempre nel 2009 partecipa alla manifestazione Amiche per l'Abruzzo, per raccogliere fondi per aiutare le popolazioni colpite dal terremoto dell'Aquila del 6 aprile 2009.

## Discografia

### Album
- 2009 - Che ne sai di me (NAR International NAR 102092)

### EP
- 2008 - Samples

### Singoli
- 2008 - Prendo atto
- 2009 - Che ne sai di me
- 2011 - Mi chiamo Lola (La Mora)